# De kus van Mona
De kus van Mona is het 59ste stripverhaal van De Kiekeboes. De reeks wordt getekend door striptekenaar Merho. Het album verscheen in oktober 1993.

## Verhaal
Het kerkhof waar de vampieren uit Het witte bloed verblijven, wordt gesloopt om plaats te maken voor een reusachtig wooncomplex. Mona bedreigt Kiekeboe met een vampierenzoentje, als hij de bouwplannen niet verhindert. Tijdens een receptie zal Mona's vriendje de bouwvergunning proberen te stelen, maar dat loopt niet van een leien dakje.

## Achtergrond
Het in brand vliegen van de kathedraal die dokter Van Pier maakte van lucifers is later in het echt gebeurd met een echte kathedraal die niet van lucifers was gemaakt, de Notre-Dame in Parijs.